# Dieter Wagner (Verleger)
Dieter Wagner (* 1941; † 2004 in Berlin) war ein deutscher Drucker, Buchgestalter und Verleger. Er ist der Begründer des bibliophilen Kleinverlags Edition Dieter Wagner, Berlin.

## Leben
Dieter Wagner war ein gelernter Drucker. In den frühen 1960er Jahren kamen neue Drucktechniken auf (z. B. der Offsetdruck). Die alten Bleilettern waren dadurch überflüssig geworden und lagen auf den Werks-Höfen zur Abholung durch Schrotthändler oder die Müllabfuhr herum. Daneben lagen Papierreste und Makulatur. Er begann ab 1963 das Geeignete einzusammeln und damit nach Feierabend zu experimentieren. 1971 (?) kam er nach West-Berlin, wo er den legendären Victor Otto Stomps kennenlernte, der ziemlich genau 40 Jahre vorher ebenfalls aus Druckerei-Abfällen und ungewöhnlichen Materialien sehr originelle Druckwerke herausgegeben hatte. (Stomps starb allerdings schon 1970.)
In Berlin betreute Wagner unter anderem die Editionen des APO-Verlags Oberbaum-Verlag, denen er ein ansprechendes Äußeres gab. Ab 1979 arbeitete er als Offsetmontierer in der Druckerei Gerike, die ihn ab 1980 dabei unterstützte, auch eigene Bücher in kleiner Auflage herauszubringen.
Neben Vauo Stomps waren die Druckexperimente von Hendrik Nicolaas Werkman und Franz Mon seine Vorbilder. 1985 verlieh ihm die Stadt Mainz den renommierten Victor Otto Stomps-Preis. Bis 1989 (Redaktionsschluss Spindler) erschienen 30 originell gestaltete Bücher in Kleinauflagen. Komplette bzw. nahezu komplette Sammlungen besitzen die Berliner FU-Bibliothek, die UB Frankfurt, das Klingspor-Museum in Offenbach am Main, die Bibliothèque nationale de France in Paris, das Archive of Concrete and Visual Poetry in Miami Beach und das Mainzer Minipressen-Archiv des Gutenberg-Museums in Mainz.

## Ausgaben (Auswahl)
HG Vogel: Dieter Wagner: 10 kleine Meckerlein – anonymes aus der Nazizeit, Typographie, 10 Seiten auf braunem Packpapier gedruckt, mit Ringbindung, gedruckt 1980 in 50 Exemplaren bei Druckerei Gerike, Berlin
- Alexander Blok: Die Zwölf, deutsch von Paul Celan, 1980, ca. 100 Seiten, Spiralbindung, in 51 Exemplaren auf braunem Packpapier gedruckt und damit so dick wie das Berliner Branchentelefonbuch.
- Harald Schmid: bin i a kaschperl (Kabarettistische Texte in altbayrischer Mundart). Edition Dieter Wagner, Berlin 1982. 36 Seiten, Orig.Kt. Blockbuch, Druck blau und schwarz auf schwarzgrauem Papier. 200 Exemplare, vom Autor und Verleger signiert.
- Dieter Wagner: Fukujuso. Kurzerzählung (anonym, 1778) aus dem Japanischen. Edition Dieter Wagner, Berlin 1984. 62 Telefonbuchseiten, zweifarbig als Alphabetspiel gestaltet, Blockbuch mit Kordelheftung. 80 Exemplare.
- Jacob Frey: Die Gartengesellschaft. Edition Dieter Wagner, Berlin 1984. 26 Seiten, Orig.Kt., chinesische Kordelbindung, zweifarbiger Druck in einer alten Schwabacher Schrift auf Kaffee-gefärbtem Papier. 150 Exemplare, vom Gestalter und Verleger signiert. Die Originalausgabe des Stadtschreibers von Maursmünster im Elsass erschien 1556.
- Wolfgang Nieblich: Makulatur. Erzählung. Edition Dieter Wagner, Berlin 1984. 156 Seiten, kartoniert, chinesische Schnurbindung, gedruckt auf verschiedenen Papieren, teils Makulatur. 250 Exemplare, vom Autor und Verleger signiert.
- Der Traum ist aus. N°1 (Variationen zur Impotenz des Mannes). Mit einem Originalfoto von Wolf Gutbier. Edition Dieter Wagner, Berlin 1985. 116 Seiten, kartoniert, Blockbuch, Schrauben-Bindung, mehrfarbiger Druck. 100 Exemplare, vom Fotograf und Verleger signiert.
- is da wirgli a rua oder goethes fettflecken (Typografische Neufassung von Goethes Wandrers Nachtlied). Edition Dieter Wagner, Berlin 1985. 42 Seiten, kartoniert, Schrauben-Bindung, Deckelblätter aus Astralon, einer Spezialfolie. Der Text ist fettig und durchscheinend auf die Innenseite der Blätter gedruckt. 100 Exemplare, vom Verleger signiert.
- Keine Experimente – Kleine Experimente. Typografische Manipulationen, Zerstörung eines Textes, Zeilen- und Lautverschiebungen usw. Edition Dieter Wagner, Berlin 1985. 78 Seiten, kartoniert, Schrauben-Bindung, Druck zweifarbig auf farbiger Makulatur. 100 Exemplare, vom Verleger signiert.
- Jean Mottin: Liebeslieder der weißen Hmong. Auswahl und Übertragung aus dem Französischen von Francoise und Johannes Strugalla, Textanhang Barbara Müller. Edition Dieter Wagner, Berlin 1985. 38 Seiten, kartoniert, 4°, gedruckt auf handgemachtem Papier aus der Rinde des Maulbeerbaumes aus Thailand, chinesische Schnurbindung. 120 nummerierte und signierte Exemplare.
- barock. Vergänglichkeit der Schönheit. Texte von Johann von Besser, Christian Hoffmann von Hoffmannswaldau, Simon Dach. Edition Dieter Wagner, Berlin 1986. 166 Seiten, kartoniert, chinesische Blockbuch-Bindung, zweifarbiger Druck auf zweifarbige Makulatur gedruckt mit übermalten Seiten aus einem Pornoheft. Auflage 100 Exemplare, vom Verleger signiert.
- roll over Marilyn. Edition Dieter Wagner, Berlin 1986. 112 Seiten, kartoniert, chinesische Blockbuch-Bindung mit mehrfarbigen Baumwollfäden, fünffarbiger Druck mit Collagen aus Pornoheften; erotische Textcollagen aus Gilgamesch, Georges Bataille und der Springer-Presse. Auflage 150 Exemplare, Spindler 131.26, vom Verleger signiert.
- Dieter M. Gräf: Am Beine Erika Hoch. Hörtext. Edition Dieter Wagner, Berlin 1987. 30 ungez. Bll., Orig.Kt., Schraubverschluss, gedruckt in verschiedenen Farben, jedes Blatt spielt mit den drei Buchstaben SAU AUS USA. 50 römisch nummerierte Exemplare, vom Verleger und Autor signiert.
- Thomas Gruber: Geflügelte Bäuche. Gedichte etc. Mit zwei Kompositionen von Hans Reffert und fünf Aktfotos und einem Porträtfoto von Wolf Gutbier. Edition Dieter Wagner, Berlin 1988. Verschiedene Objekte (Einblattdrucke, Blockbücher, Musikblätter) in schwarzer Schachtel. Auflage 170 Exemplare.
- Simon Traston u. a.: Vox populi, vox Dei. Eine Wandzeitung aus einem Berliner Pissoir / Die endlose Orgie. Sprachstruktur eines Bilderpornos. Typografische Bearbeitung, Edition Dieter Wagner, Berlin 1987. Ca. 500 Seiten, 2 Blockbücher mit Schraubenbindung, durch überformatige Plastikfolie zusammengebunden („Gewollte Ästhetik der Häßlichkeit“), 4°, gedruckt auf Makulaturseiten und Telefonbuchseiten, Collagen, Verwischungen, dreifarbiger Druck. 180 Exemplare, vom Autor und Verleger signiert.
- Robert Wienes:  Alles Geschriebene bisher Quark. Edition Dieter Wagner, Berlin 1987. 193 Seiten, chinesisches Blockbuch mit mehrfarbigen Baumwollfäden und diversen Fundstücken (Flaschenöffner, Schrauben, Knöpfe), mehrfarbiger Druck auf Telefonbuchseiten und Makulatur. 130 Exemplare, vom Verleger signiert.
- Simon Traston: Mülltraktat. Edition Dieter Wagner, Berlin 1988. 52 Seiten, Bindung in überformatiker Plastikfolie, 4°, Schrauben-Bindung, gedruckt auf Makulaturseiten mit absichtsvollen Zerstörungsspuren, Übermalungen. 100 Exemplare, vom Autor und Verleger signiert.
- Jürgen Beckelmann: Der Wasserhahn oder Die Wiederauferstehung des Schrotts. Edition Dieter Wagner, Berlin 1989. 62 Seiten, 4°, Querformat, Bindung in einer aufgefalteten originalen Sechser-Pack-Hülle der Berliner Schultheiss-Brauerei. Druck vierfarbig. Eins von 100 Exemplaren, vom Autor und Verleger signiert.

## Auszeichnungen
- 1985: Victor Otto Stomps-Preis für „Edition Dieter Wagner“